# Periptera trichostemon
Periptera trichostemon är en malvaväxtart som beskrevs av Arthur Allman Bullock. Periptera trichostemon ingår i släktet Periptera och familjen malvaväxter. Inga underarter finns listade i Catalogue of Life.